# (10716) Olivermorton
(10716) Olivermorton (1983 WQ) – planetoida z pasa głównego asteroid okrążająca Słońce w ciągu 4,37 lat w średniej odległości 2,67 j.a. Odkryta 29 listopada 1983 roku.